# كيشار
كيشار ومعنى إسمها الأرض، حسب إنوما إليش هي إلهة بدائية وهي ابنة كل من لخمو و لخامو وشقيقة وزوجة أنشار ووالدة الإله أنو إله السماء. بعد قصتها ملحمة إينوما إيليش إختفى ذكرها في التاريخ وإستبدلت بالإلهة أنتو.